# Exerodonta sumichrasti
Espèce
Synonymes
- Hyla sumichrasti (Brocchi, 1879)
- Hylella platycephala Cope, 1879

Statut de conservation UICN

 LC  : Préoccupation mineure
Exerodonta sumichrasti est une espèce d'amphibiens de la famille des Hylidae.

## Répartition
Cette espèce est endémique du Mexique. Elle se rencontre entre 200 et 2 000 md'altitude dans les États du Guerrero, d'Oaxaca et du Chiapas,.

## Étymologie
Cette espèce est nommée en l'honneur d'Adrien Jean Louis François Sumichrast (1828-1882).

## Publication originale
- Brocchi, 1879 : Sur divers batraciens anoures de I'Amérique centrale. Bulletin de la Société Philomathique de Paris, sér. 7, vol. 3, p. 19-24 (texte intégral).